# Фунафуті (аеропорт)
Міжнародний аеропорт «Фунафуті» — міжнародний аеропорт, який розташований у столиці Тувалу — Фунафуті,.

## Історія
Аеропорт був побудований батальйоном СіБі Військово-морських сил Сполучених Штатів Америки під час Другої Світової Війни у 1943 році. До складу військового летовища входили злітно-посадкова смуга, контрольні вежі, радіовежі, розташовані на острові Тепука і пов'язані з аеродромом підводними кабелями. Будівля бази і сьогодні залишається на території аеропорту.
Аеропорт став штабом для VII авіабомбардувальної дивізії Військово-повітряних сил США у листопаді 1943 року для боротьби з японськими військами на Тараві та інших військових баз на островах Гілберта. На базі розташовувалися дві групи важких бомбардувальників Consolidated B-24 Liberator 11-ї повітряної та 30-ї повітряно-космічної бомбардувальних дивізій на Фунафуті. Перша наступальна операція почалася 20 листопада 1943 року. Після середини 1944 року, коли війська просунулися ближче до Японії, аеропорт перекваліфікували в комерційний.

## Авіакомпанії та напрямки
| Авіакомпанія                           | Місто прибуття (аеропорт) |
| -------------------------------------- | ------------------------- |
| Air Pacific під керуванням Pacific Sun | Сува.                     |